# 十都大屋
十都大屋位于江西省上饶市广丰区嵩峰乡十都村，于清乾隆三十四年（1769年）当地纸商王直贤建成，原称“直贤大屋”。2018年3月，以十都王家大屋之名列为第六批江西省文物保护单位。2019年10月7日公布为第八批全国重点文物保护单位。
王直贤出身贫苦，发财后为光宗耀祖，就在老家十都建造了这幢百间大宅。十都大屋具有典型的赣东北民居建筑风格，今大体保存完好。现存建筑面积5197平方米，大屋除厅堂、廊道外，有房间103间，水井3口，鱼池4个，天井36个，石质推槽式圆门18个。建筑整体为砖木石结构，其最大特点是榫头夹缝相当精密，全屋找不到一个楔子。
1984年，同济大学曾有考察团到此考察。2010～2011年，广丰县投资334万元，对十都大屋的门厅、书厅、四合厅、香火厅等频临倒塌的建筑进行了维修。